# Антуан Семеньйо
Антуан Семеньйо (англ. Antoine Semenyo, нар. 7 січня 2000, Челсі) — англійський і ганський футболіст, нападник клубу «Борнмут» і національної збірної Гани.

## Клубна кар'єра
Народився 7 січня 2000 року в лондонському Челсі. Вихованець футбольної школи клубу «Бристоль Сіті».
У дорослому футболі дебютував 2018 року виступами на умовах оренди за «Бат Сіті», пізніше того ж року провів свою першу гру за головну команду рідного клубу.
Пізніше також на правах оренди захищав кольори «Ньюпорт Каунті» та «Сандерленда». 
Учергове повернувся до «Бристоль Сіті» 2020 року, відтоді отримавши постійне місце в основному складі рідної команди.

## Виступи за збірну
Маючи ганійське походження, отримав пропозицію захищати на рівні збірних кольори історичної батьківщини і 2022 року дебютував в офіційних матчах за національну збірну Гани.
Того ж року був включений до її заявки на чемпіонат світу 2022 у Катарі.
| Дата       | Місто     | Господарі  | Результат | Гості      | Турнір                                  | Голи | Примітки |
| ---------- | --------- | ---------- | --------- | ---------- | --------------------------------------- | ---- | -------- |
| 1-6-2022   | Кейп-Кост | Гана       | 3 – 0     | Мадагаскар | Відбір до Кубка африканських націй 2023 | -    | 76'      |
| 23-9-2022  | Гавр      | Бразилія   | 3 – 0     | Гана       | товариський матч                        | -    | 72'      |
| 27-9-2022  | Лорка     | Нікарагуа  | 0 – 1     | Гана       | товариський матч                        | -    | 87'      |
| 17-11-2022 | Абу-Дабі  | Гана       | 2 – 0     | Швейцарія  | товариський матч                        | 1    | 62'      |
| 24-11-2022 | Доха      | Португалія | 3 – 2     | Гана       | ЧС 2022 - груповий етап                 | -    | 90+2'    |
| 2-12-2022  | Ель-Вакра | Гана       | 0 – 2     | Уругвай    | ЧС 2022 - груповий етап                 | -    | 72'      |
| 23-3-2023  | Кумасі    | Гана       | 1 – 0     | Ангола     | Відбір до Кубка африканських націй 2023 | 1    | 69'      |
| 27-3-2023  | Луанда    | Ангола     | 1 – 1     | Гана       | Відбір до Кубка африканських націй 2023 | -    | 60'      |
| 7-9-2023   | Кумасі    | Гана       | 2 – 1     | ЦАР        | Відбір до Кубка африканських націй 2023 | -    | 69'      |
| Усього     |           | Матчів     | 9         |            | Голів                                   | 2    |          |